# Unione Sportiva Cremonese 1979-1980
Questa pagina raccoglie le informazioni riguardanti l'Unione Sportiva Cremonese nelle competizioni ufficiali della stagione 1979-1980.

## Stagione
Nella stagione 1979-1980 la Cremonese ha disputato il girone A del campionato di Serie C1, classificandosi quinta con 41 punti, il torneo ha promosso in Serie B il Varese con il Rimini. Il nuovo allenatore grigiorosso è Guido Vincenzi ex difensore di Sampdoria, Inter e della Nazionale. La Cremonese chiude al secondo posto il girone di andata con 25 punti e una gara da recuperare, ma nel girone di ritorno non si ripete, ne raccoglie solo sedici e chiude il torneo quinta. Miglior marcatore di stagione è Mario Nicolini con dieci centri.
Nella Coppa Italia la Cremonese, prima del campionato di sputa l'11º girone di qualificazione, che promuove ai Sedicesimi di finale la Reggiana.

## Rosa
| N. |                   | Ruolo | Calciatore            |
| -- | ----------------- | ----- | --------------------- |
|    | Italia (bandiera) | C     | Sandro Aimone         |
|    | Italia (bandiera) | A     | Virginio Araldi       |
|    | Italia (bandiera) | C     | Renato Calliman       |
|    | Italia (bandiera) | C     | Cristino Chigioni     |
|    | Italia (bandiera) | C     | Antonio Fontanesi     |
|    | Italia (bandiera) | D     | Felice Garzilli       |
|    | Italia (bandiera) | A     | Loris Ghidoni         |
|    | Italia (bandiera) | C     | Maurizio Gilardi      |
|    | Italia (bandiera) | A     | Giovanni Gino         |
|    | Italia (bandiera) | C     | Vincenzo Lamia Caputo |

| N. |                   | Ruolo | Calciatore          |
| -- | ----------------- | ----- | ------------------- |
|    | Italia (bandiera) | D     | Vittorio Marini     |
|    | Italia (bandiera) | D     | Mario Montorfano    |
|    | Italia (bandiera) | C     | David Mugianesi     |
|    | Italia (bandiera) | A     | Mario Nicolini      |
|    | Italia (bandiera) | D     | Sergio Paolinelli   |
|    | Italia (bandiera) | P     | Enrico Pionetti     |
|    | Italia (bandiera) | P     | Luigi Reali         |
|    | Italia (bandiera) | D     | Paolo Rossi         |
|    | Italia (bandiera) | D     | Plinio Serena       |
|    | Italia (bandiera) | C     | Sergio Valentinuzzi |

## Risultati

### Campionato

#### Girone di andata
| Arbitro: | Pampana (Pisa) |

|               |           |                     |
| Fantinato 32’ | Marcatori | 14’ 33’ M. Nicolini |

| Arbitro: | Falsetti (Roma) |

|                 |           |  |
| M. Nicolini 14’ | Marcatori |  |

| Crema 14 ottobre 1979 3ª giornata | Pergocrema  | 0 – 0 | Cremonese | Stadio Giuseppe Voltini\| Arbitro: \| Rufo (Roma) \| |
| Arbitro:                          | Rufo (Roma) |       |           |                                                      |

| Cremona 21 ottobre 1979 4ª giornata | Cremonese         | 0 – 0 | Casale | Stadio Giovanni Zini\| Arbitro: \| Savalli (Trapani) \| |
| Arbitro:                            | Savalli (Trapani) |       |        |                                                         |

| Arbitro: | Giaffreda (Roma) |

|  |           |                 |
|  | Marcatori | 85’ M. Nicolini |

| Arbitro: | Corigliano (Crotone) |

|              |           |                     |
| Garzilli 38’ | Marcatori | 24’ Ermanno Beccati |

| Arbitro: | Bianciardi (Siena) |

|                 |           |  |
| M. Nicolini 33’ | Marcatori |  |

| Arbitro: | Pezzella (Frattamaggiore) |

|              |           |            |
| Lombardi 27’ | Marcatori | 23’ Serena |

| Arbitro: | Pirandola (Lecce) |

|          |           |  |
| Gino 84’ | Marcatori |  |

| Arbitro: | Angelelli (Terni) |

|             |           |          |
| Coletta 87’ | Marcatori | 29’ Gino |

| Alessandria 9 dicembre 1979 11ª giornata | Alessandria       | 0 – 0 | Cremonese | Stadio Giuseppe Moccagatta\| Arbitro: \| Cherri (Macerata) \| |
| Arbitro:                                 | Cherri (Macerata) |       |           |                                                               |

| Cremona 16 dicembre 1979 12ª giornata | Cremonese        | 0 – 0 | Varese | Stadio Giovanni Zini\| Arbitro: \| Altobelli (Roma) \| |
| Arbitro:                              | Altobelli (Roma) |       |        |                                                        |

| Arbitro: | Rufo (Roma) |

|            |           |                 |
| Fabbri 59’ | Marcatori | 74’ M. Nicolini |

| Arbitro: | Baldi (Roma) |

|                 |           |  |
| M. Nicolini 64’ | Marcatori |  |

| Arbitro: | Pairetto (Nichelino) |

|  |           |                                |
|  | Marcatori | 15’ Lamia Caputo 26’ Mugianesi |

| Arbitro: | Faccenda (Salerno) |

|                            |           |  |
| Araldi 44’ M. Nicolini 71’ | Marcatori |  |

| Reggio Emilia 27 gennaio 1980 17ª giornata | Reggiana       | 0 – 0 | Cremonese | Stadio Mirabello\| Arbitro: \| Vallesi (Pisa) \| |
| Arbitro:                                   | Vallesi (Pisa) |       |           |                                                  |

#### Girone di ritorno
| Arbitro: | Leni (Perugia) |

|  |           |                         |
|  | Marcatori | 10’ Foscarini 50’ Niero |

| Arbitro: | Lombardo (Marsala) |

|           |           |              |
| Giani 63’ | Marcatori | 45’ Garzilli |

| Arbitro: | Luci (Firenze) |

|                         |           |  |
| Lamia Caputo 73’ (rig.) | Marcatori |  |

| Arbitro: | Bianciardi (Siena) |

|                                   |           |  |
| Asnicar 51’ Montorfano 84’ (aut.) | Marcatori |  |

| Arbitro: | Altobelli (Roma) |

|              |           |            |
| Chigioni 52’ | Marcatori | 25’ Gritti |

| Novara 9 marzo 1980 23ª giornata | Novara      | 0 – 0 | Cremonese | Stadio Comunale\| Arbitro: \| Rufo (Roma) \| |
| Arbitro:                         | Rufo (Roma) |       |           |                                              |

| Arbitro: | Esposito (Torre del Greco) |

|                                         |           |  |
| Paolinelli 47’ (aut.) Franceschelli 59’ | Marcatori |  |

| Arbitro: | Baldi (Roma) |

|  |           |             |
|  | Marcatori | 70’ Garlini |

| Mantova 30 marzo 1980 26ª giornata | Mantova           | 0 – 0 | Cremonese | Stadio Danilo Martelli\| Arbitro: \| Angelelli (Terni) \| |
| Arbitro:                           | Angelelli (Terni) |       |           |                                                           |

| Arbitro: | Giaffreda (Roma) |

|                                                  |           |  |
| Gino 57’ Lamia Caputo 78’ (rig.) M. Nicolini 85’ | Marcatori |  |

| Arbitro: | Faccenda (Salerno) |

|                                       |           |               |
| Marini 60’ Calliman 85’ Fontanesi 87’ | Marcatori | 75’ Bongiorni |

| Arbitro: | Pirandola (Lecce) |

|                       |           |                          |
| Doto 65’ Facchini 90’ | Marcatori | 32’ M. Nicolini 73’ Gino |

| Cremona 11 maggio 1980 30ª giornata | Cremonese                 | 0 – 0 | Forlì | Stadio Giovanni Zini\| Arbitro: \| Pezzella (Frattamaggiore) \| |
| Arbitro:                            | Pezzella (Frattamaggiore) |       |       |                                                                 |

| Arbitro: | Vallesi (Pisa) |

|           |           |  |
| Vella 72’ | Marcatori |  |

| Cremona 25 maggio 1980 32ª giornata | Cremonese          | 0 – 0 | Lecco | Stadio Giovanni Zini\| Arbitro: \| Lombardo (Marsala) \| |
| Arbitro:                            | Lombardo (Marsala) |       |       |                                                          |

| Arbitro: | Corigliano (Crotone) |

|             |           |                                       |
| Bardelli 3’ | Marcatori | 49’ Garzilli 65’ Araldi 85’ Fontanesi |

| Cremona 8 giugno 1980 34ª giornata | Cremonese           | 0 – 0 | Reggiana | Stadio Giovanni Zini\| Arbitro: \| Coppetelli (Tivoli) \| |
| Arbitro:                           | Coppetelli (Tivoli) |       |          |                                                           |

### Coppa Italia

#### Undicesimo Girone
| Arbitro: | Ongaro (Rovigo) |

|                            |           |              |
| Fiorentini 28’ Rabitti 88’ | Marcatori | 57’ Chigioni |

| Arbitro: | Sguizzato (Verona) |

|                                |           |  |
| Mugianesi 29’ Valentinuzzi 82’ | Marcatori |  |

| 5 settembre 1979 3ª giornata |  | – Turno riposo Cremonese |  |  |

| Arbitro: | Pairetto (Torino) |

|             |           |          |
| Chigioni 7’ | Marcatori | 82’ Erba |

| Arbitro: | Manfredini (Pavia) |

|              |           |              |
| Crepaldi 42’ | Marcatori | 10’ Chigioni |

| 23 settembre 1979 6ª giornata |  | – Turno riposo Cremonese |  |  |